# Banda Rudego Pająka
Banda Rudego Pająka – polski serial telewizyjny dla młodych widzów z roku 1988 w reżyserii Stanisława Jędryki. Autorami scenariusza są Stanisław Jędryka, Leon Bach i Janusz Domagalik. Serial powstał na podstawie powieści Janusza Domagalika Banda Rudego. Serial miał premierę 4 września 1989 w TVP1. Premierowo emitowany był po południu ok. godz. 16:30.

## Lista odcinków
1. Pechowy mecz
2. Urwany ślad
3. Siedmiu ostatnich
4. Wielka akcja
5. Alarm w mieście

## Fabuła
Bohaterami serialu są 13-letnie dzieci mieszkające w latach 80. XX wieku na Śląsku. Mają one swoje troski i radości, czasem muszą się borykać z problemami świata dorosłych – Brygidka musi uporać się ze stratą matki i wynikającą z tego samotnością, „Siwy” ląduje w szpitalu. Ponadto chłopcy chcą odnaleźć zaginiony w czasie wojny sztandar.

## Obsada
Główne role dziecięce
- Monika Sapilak − jako Brygidka Dąbrowska
- Artur Pontek − jako Pająk
- Wojciech Klata − jako Koza
- Łukasz Feiner − jako Łukasz „Siwy”
- Katarzyna Baca – jako Irka

oraz: Grzegorz Gortatewicz, Artur Żerański, Filip Kraupe, Artur Marciniak, Marcin Szerszeniewski, Zbigniew Świerkot.
W pozostałych rolach
- Sławomira Łozińska − jako matka Pająka
- Danuta Kowalska − jako pielęgniarka
- Barbara Rachwalska − jako woźna w szkole
- Halina Rowicka − jako nauczycielka
- Janusz Bukowski − jako dyrektor szkoły
- Jacek Domański − jako żołnierz
- Andrzej Grabarczyk − jako plutonowy
- Ryszard Jabłoński − jako żołnierz
- Krzysztof Kiersznowski − jako porucznik w czasie wojny
- Janusz Paluszkiewicz − jako porucznik
- Bronisław Pawlik − jako leśniczy
- Anna Ciepielewska − jako żona leśniczego
- Magdalena Celówna − jako sąsiadka Brygidki
- Stanisław Niwiński − jako major
- Wiesław Sławik − jako ojciec „Siwego”
- Czesław Stopka − jako lekarz wojskowy
- Teresa Kałuda − jako pielęgniarka
- Ewa Serwa − jako ciotka Brygidki
- Stanisława Celińska − jako matka Irki
- Zbigniew Buczkowski − jako milicjant, ojciec Felka
- Andrzej Mrowiec − jako ojciec Irki
- Kazimierz Ostrowicz − jako Józef Koza, dziadek Kozy
- Ewa Ciepiela
- Ewa Leśniak − jako sekretarka dyrektora kopalni
- Adam Baumann − jako złodziej
- Jan Bógdoł − jako minister Cieplik
- Zbigniew Brodawski
- Joanna Doroszkiewicz
- Wiesław Kupczak
- Janusz Rutkowski
- Paweł Sichma
- Marian Skorupa

Obsada dubbingu – Franciszek Pieczka głos Józefa Kozy